# کوزوو (فیلم)
کوزوو فیلمی به کارگردانی و نویسندگی میثم هاشمی‌طبا و تهیه‌کنندگی حسن کلامی محصول سال ۱۴۰۰ است.